# Piptocephalis unispora
Piptocephalis unispora är en svampart som beskrevs av R.K. Benj. 1966. Piptocephalis unispora ingår i släktet Piptocephalis och familjen Piptocephalidaceae.   Inga underarter finns listade i Catalogue of Life.